# Gonçalves Fernandes
Albino Gonçalves Fernandes, mais conhecido como Gonçalves Fernandes (Recife, 1909-1986), foi um psiquiatra, antropólogo, folclorista e escritor especializado em superstições e religiosidade popular.
Em 1937 formou-se em medicina pela Universidade de Pernambuco. Foi professor na Faculdade de Ciências Médicas do Recife, na Faculdade de Direito do Recife e na Universidade do Brasil. Foi diretor da Fundação Joaquim Nabuco. 
A Antropologia pernambucana ligada às religiões afro-brasileiras foi construída por nomes como Ulysses Pernambucano (1932), Gilberto Freyre (1998), Gonçalves Fernandes (1937), Vicente Lima (1937), René Ribeiro (1952), Roberto Motta (1977 – 1978), e, Maria do Carmo Brandão (1986).

## Livros
- Xangôs do Nordeste: investigações sobre os cultos negro-fetichistas do Recife, Rio de Janeiro, Civilização Brasileira, 1937.
- O folclore mágico do Nordeste, 1938.[1]
- As religiões no Brasil, 1939.
- Seitas afro-brasileiras, 1940.
- O Sincretismo Religioso no Brasil, São Paulo, Guairá, 1941.[4]